# Csapattiszti Jelvény

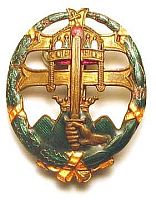
Csapattiszti Jelvény

A Csapattiszti Jelvényt fegyvernembeli alakulatoknál ezredparancsnokságig bezárólag csapatszolgálatot teljesítő katonatisztek számára alapították 1920-ban. Ezek pedig a gyalogság, huszárság, tüzérség, páncéljárműves és műszaki alakulatok valamint a folyami erők voltak.
1933-tól kötelezően viselendő volt a díszöltözeten, a nagytársasági és kistársasági öltözeteken is. Nem lehetett viszont feltűzni menetöltözeten és kivonulásoknál. 
A jelvényt a fegyvernemi hajtókaszín posztóalátétjén hordták.  
A jobb felső zubbonyzseb közepén kellett hordani. 
Előfordult olyan eset is, hogy szabálytalanul hordták olyan tisztek is, akik gépkocsizó, fogatolt vonatosztály vagy élelmezési csapatoknál szolgáltak.

## Leírása
A csapattiszti jelvény aranyozott rézötvözetből készült, gazdag zománcozással. Álló, ovális alakú, enyhén domború kialakítású, melyet tölgy és babérkoszorú övez. A koszorút sárga szalagokkal öt helyen kötötték össze. Az alsó szalag csokorba van kötve. A koszorúban zöld hármashalom látható, melynek középső halmán ötágú koronából emelkedik ki az apostoli kettős kereszt. A villás végű keresztek előterében a Szent Korona van. A jelvény alsó bal oldaláról egy kéz felfelé mutató ezüstszínű kardot tart. A hátoldalon két függőleges rögzítő pánt található. 
Tervezői Aggházy Kamil őrnagy, Péter Ferenc hadbiztos őrnagy és Pethely Gy László hadnagy iparművészek voltak.
Gyártása több műhelyben történt, amelyeken a gyártójelzés is fellelhető, de a 2. világháború idején készült jelvények többsége már gyártójelzés nélküli.
Mérete: 53,5x45 mm.